# Donji Detlak
Donji Detlak (cyr. Доњи Детлак) – wieś w Bośni i Hercegowinie, w Republice Serbskiej, w gminie Derventa. W 2013 roku liczyła 249 mieszkańców.